# Ворона берегова
Ворона берегова (Corvus ossifragus) — вид горобцеподібних птахів роду крук (Corvus) родини воронових (Corvidae).

## Поширення
Вид поширений на сході США від штату Род-Айленд до південного узбережжя Флориди та острова Кі-Вест.

## Опис
Тіло сягає 36-41 см завдовжки, вага — 0,28 кг. Пір'я чорного забарвлення з зеленкуватим або синім відблиском. Очі темно-коричневого кольору.

## Спосіб життя
Полюбляє болотисті місцевості, узбережжя водойм, де він полює на рибу та інших водних істот.

### Живлення
Всеїдний вид. Живиться рибою, наземними та водяними безхребетними. Може поїдати яйця птахів. Також у раціон входять горіхи та зерно.

### Розмноження
Гніздиться колоніями, високо на деревах. Яйця синього-зеленого кольору з оливково-коричневими цятками. У кладці буває 4-5 яєць.